# Варикоцеле
Варикоцеле (від лат. varicocele, від varix — розширення вени і дав.-гр. κήλη — пухлина, здуття) — патологія, зумовлена варикозним розширенням вен сім'яного канатика.
Варикоцеле зазвичай проявляється з лівого боку (дуже рідко проявляється як двостороннє або правостороннє), це пояснюється впаданням сімянникової вени зліва під прямим кутом в ниркову вену.
Розрізняють ідіопатичне (первинне) і симптоматичне (вторинне) варикоцеле. Симптоматичне варикоцеле може спостерігатися при зміні геометрії нижньої порожнистої вени, наприклад внаслідок проростання новоутворення правої нирки. Таке варикоцеле знаходиться праворуч і ступінь наповнення вен не залежить від положення хворого.

### Класифікація варикоцеле за ступенем розвитку
0 ступінь. Пальпаторно ознаки варикоцеле не визначаються. Варикозне розширення вен виявляється тільки при проведенні інструментальних досліджень (доплерографія, УЗД).
1 ступінь. У положенні лежачи вени не пропальповуються, в положенні стоячи пальпаторно визначається розширення вен.
2 ступінь. При пальпації в положенні лежачи і в положенні стоячи визначаються розширені вени.
3 ступінь. Розширення вен сім'яного канатика і яєчка видно неозброєним оком.

## Причини виникнення
Найчастіше варикоцеле розвивається в результаті генетичної схильності до такого роду проблем. Причиною може бути вроджена слабкість судинної стінки. Практично завжди в когось з родичів пацієнта з варикоцеле виявляються варикозне розширення вен кінцівок, плоскостопість, вади клапанів серця, фімоз або інші прояви недостатності сполучної тканини.
Іноді причиною виникнення варикоцеле може бути нетипова зміна анатомічної конституції, що ведуть до підвищення тиску у венах. Сім'янникова вена може перегинатися, або перетискатися іншими судинами, проходити через складки тканин і т. д. Все це призводить до звуження просвіту вени і як наслідок — підвищення тиску в ній.
Рідше підвищення тиску крові в вені викликається спільними явищами — хронічні закрепи або діарея, підняття ваги, напруження м'язів черевного преса тощо. Ці фактори можуть сприяти розвитку варикоцеле, але навряд чи здатні стати причиною захворювання.

## Патогенез
У випадку ідіопатичного варикоцеле клапани всередині вен вздовж сім'яного канатика не працюють належним чином. Це викликає зворотній потік крові в лозовидному сплетінні і призводить до збільшення тиску, який у поодиноких випадках може призвести до необоротного пошкодження тканини яєчка через порушення нормального постачання їм кисню. Тривалий застій венозної крові веде до ішемії, розвитку склеротичних змін в яєчку і порушення диференціювання сперматогенного епітелію, пошкоджується гемато-тестикулярний бар'єр. Розвивається автоімунна агресія, що надалі може проявитися зниженням загального сперматогенезу і розвитком безпліддя. Крім того, температура яєчок у нормі на декілька градусів нижче температури тіла. При варикоцеле яєчко знаходиться в оточенні сплетення розширених вен, температура його стає рівною температурі тіла, і функція пригнічується ще більше. Все це призводить до появи симптомів захворювання.

## Симптоматика
Симптоми зустрічаються у різних чоловіків з варикоцеле по-різному. Якщо прийняти всіх чоловіків з варикоцеле, за 100 %, то у половини з них не буде жодних проявів захворювання, 25 % відчуватимуть неприємні відчуття в яєчку і 25 % матимуть безпліддя. Причому ці цифри ніяк не залежать від стадії захворювання[джерело?].

### Біль в яєчках при варикоцеле
Найчастіше тягнучий біль або інші неприємні відчуття тиску та важкості у калитці зазвичай не є постійними, а з'являються після фізичних навантажень, статевого акту, теплових процедур або після тривалого малорухливого стану.
Зовсім необов'язково неприємні відчуття в калитці при лівобічному варикоцеле з'являються саме ліворуч. Найчастіше пацієнтам важко визначити, в якій половині вони виражені сильніше, і нерідко біль локалізуються головним чином справа.

### Безпліддя і варикоцеле
Серед усіх чоловіків з безпліддям у 40 % спостерігається варикоцеле. При цьому відносно рідко варикоцеле проявляється будь-якими іншими симптомами. Тому всі чоловіки, показники спермограми яких не відповідають нормі, обов'язково повинні пройти обстеження на предмет наявності у них варикоцеле.
Порушення кровопостачання тканини яєчка і його терморегуляції призводять до пригнічення функції сперматогенного епітелію. У результаті цього в спермограмі може знижуватися кількість сперматозоїдів, погіршуватися показники їх рухливості і морфології. Але це ще не всі механізми безпліддя при варикоцеле.
Тканина яєчка знаходиться за межами гемато-тестикулярного бар'єру. Це означає, що в нормі імунна система організму ніколи не зустрічається з тканиною яєчка. При варикоцеле венозна ретикулярна стінка може перестати виконувати функцію бар'єра. У цьому випадку фактори імунітету потрапляють до тканини яєчка і починають сприймати її як чужорідну тканину. Розвивається асептичне автоімунне запалення. Небезпека тут полягає в тому, що антитіла, які утворюються на тканині хворого яєчка діють і на здорове яєчко, викликаючи таке ж запалення в ньому.

### Безсимптомний перебіг захворювання
Велика частина випадків варикоцеле протікає безсимптомно, ніяк не турбує людину. Багато чоловіків живуть з варикоцеле все життя, мають дітей і навіть не підозрюють що у них це захворювання. Часто варикоцеле виявляється випадковою при проходженні огляду зовсім з іншого приводу.
Варикоцеле рідко прогресує, тому якщо симптомів захворювання немає, то вони швидше за все і не з'являться. Проте нерідко відбувається і зворотне — у чоловіків з віком з'являються болі в яєчках або зміни в спермограмі, пов'язані з варикоцеле.

## Методи лікування
Консервативні: накладання суспензорію (підтримуюча пов'язка), носіня вузького одягу, звільнення від фізичних навантажень.
Радикальні: проведення операції.
Існує понад 100 методів втручань та модифікацій хірургічного лікування варикоцеле.
Найбільш поширеними є операція Іваниссевича та операція Мармара.
Операція Іваниссевича
Поздовжнім розрізом завдовжки 4 сантиметри на рівні передньої верхньої клубової ості пошарово розтинають шкіру, підшкірну клітковину апоневроз зовнішнього косого м'яза живота. М'язи розсувають за ходом волокон і краї рани широко розводять в сторони. Очеревину зсувають медіально на її поверхні ближче до глибокого пахвинного кільця визначають яєчкову вену. Обережно розсікають зовнішню сім'яну фасцію і вивільняють вену на великому відрізку. Стовбур вени перев'язують двома лігатурами і перетинають. Рани черевної стінки пошарово зашивають.
Ускладнення такі як лімфоцеле, кровотеча, вторинне інфікування після даної операції зустрічаються доволі рідко.
Шви знімають на сьомий-восьмий день після операції.
І протягом шести місяців необхідне звільнення від фізичних навантажень.
Операція триває близько 30-40 хвилин.
Операція Мармара
Під час даної операції роблять розріз довжиною до 2 сантиметрів, нижче пахвинного каналу розсікають шкіру та підшкірну жирову клітковину. Виводять сім'яний канатик через створений отвір та розсікають зовнішню та внутрішню фасції сім'яного канатика.
Після того як хірург розсік фасції сім'яного канатика, відділяють яєчкову вену, яка близько прилягає до яєчкової артерії.
В подальшому вена перев'язується та пересікається. На шкіру накладають саморозсмоктувальні шви.
Вся операція виконується під мікроскопом. Оптичне збільшення всіх структур сім'яного канатика дозволяє виконувати операцію без пошкодження інших структур.
Вже через кілька годин пацієнт може повертатися додому.
Операція триває близько 40 хвилин.
Період реабілітації 2-3 дні.

### Профілактика
Після закінчення періоду статевого дозрівання (19-20 років) є сенс пройти обстеження в уролога і, якщо ніяких ознак варикоцеле виявлено не буде, з приводу цього можна більше не хвилюватися.
Якщо варикоцеле вже є, то потрібно намагатися уникати важких фізичних навантажень і копростазу (закрепу). В обох випадках це веде до підвищення внутрішньочеревного тиску і в результаті тиску крові у венах малого таза, що може призвести до прогресування захворювання.
При болях у яєчку, викликаних варикоцеле, може допомогти холод на область мошонки і застосування судинозвужувальних препаратів. Слід уникати засобів, що розширюють судини. Однак у всіх цих випадках значно доцільніше вчасно зробити операцію. Це дозволить позбутися від хвороби і всіх її проявів.

## Статистика
За даними ВООЗ, варикоцеле страждає 15-17 % чоловіків. Частота захворюваності може значно коливатися в залежності від віку та місця проживання. У віці 14-15 років варикоцеле виявляється у 19,3 % підлітків, при призові на військову службу — в 5-7 % юнаків. Нерідко варикоцеле протікає практично безсимптомно і чоловіки не звертаються за медичною допомогою. При проведенні УЗД ознаки варикоцеле визначаються у 35 % чоловіків, які досягли статевої зрілості. У переважної кількості хворих виявляється лівосторонній варікоцеле, що обумовлено анатомічними відмінності венозних систем яєчка зліва і справа. Справа варикозне розширення вен сім'яного канатика розвивається у 3-8 % пацієнтів, з двох сторін — у 2-12 %.